# 甘肅文化
甘肅文化指西元前約3300年至青銅器時代開始前的一種中國新石器文化，分布於陝西省西部、甘肅省、青海省，由於該文化最著名的陶器出土於甘肅遺址出土，故名「甘肅文化」。
甘肅文化主要分為三個時期：馬家窯文化時期（西元前約3300年至西元前約2100年）、半山文化時期（西元前約2800年至西元前約2300年）、馬廠家文化時期（西元前約2000年至西元前約1800年）。緊接其後的是齊家文化時期（西元前約2000年至西元前約1600年）、辛店文化時期、沙井文化時期。最精緻的甘肅陶器罐身瘦，重量輕，還有各種大膽塗繪的裝飾。黏土經由過精心選擇、準備，裝飾圖案可能為大地色，應該是以軟刷沾泥土礦物顏料塗繪。這個時期最著名的容器類型是寬頸肩窄底的骨灰喪葬甕。